# Grand Prix Jihoafrické republiky 1962
Grand Prix Jihoafrické republiky 1962 (oficiálně 9th International RAC Grand Prix of South Africa) se jela na okruhu Prince George v East Londonu v Jihoafrické republice dne 29. prosince 1962. Závod byl devátým a zároveň posledním v pořadí v sezóně 1962 šampionátu Formule 1.

## Závod
| Poř.   | No. | Jezdec                  | Konstruktér       | Počet kol | Čas/Odstoupení       | Pořadí na startu | Body |
| ------ | --- | ----------------------- | ----------------- | --------- | -------------------- | ---------------- | ---- |
| 1      | 3   | Graham Hill             | BRM               | 82        | 2:08:03.3            | 2                | 9    |
| 2      | 8   | Bruce McLaren           | Cooper-Climax     | 82        | + 49.8               | 8                | 6    |
| 3      | 9   | Tony Maggs              | Cooper-Climax     | 82        | + 50.3               | 6                | 4    |
| 4      | 10  | Jack Brabham            | Brabham-Climax    | 82        | + 53.8               | 3                | 3    |
| 5      | 11  | Innes Ireland           | Lotus-Climax      | 81        | + 1 kolo             | 4                | 2    |
| 6      | 20  | Neville Lederle         | Lotus-Climax      | 78        | + 4 kola             | 10               | 1    |
| 7      | 4   | Richie Ginther          | BRM               | 78        | + 4 kola             | 7                |      |
| 8      | 18  | John Love               | Cooper-Climax     | 78        | + 4 kola             | 12               |      |
| 9      | 5   | Bruce Johnstone         | BRM               | 76        | + 6 kol              | 17               |      |
| 10     | 14  | Ernie Pieterse          | Lotus-Climax      | 71        | + 11 kol             | 13               |      |
| 11     | 15  | Carel Godin de Beaufort | Porsche           | 70        | Palivový systém      | 16               |      |
| Ret    | 1   | Jim Clark               | Lotus-Climax      | 62        | Únik oleje           | 1                |      |
| Ret    | 21  | Doug Serrurier          | LDS-Alfa Romeo    | 62        | Chladič              | 14               |      |
| Ret    | 7   | Roy Salvadori           | Lola-Climax       | 56        | Únik paliva          | 11               |      |
| Ret    | 22  | Mike Harris             | Cooper-Alfa Romeo | 31        | Ložisko              | 15               |      |
| Ret    | 6   | John Surtees            | Lola-Climax       | 26        | Motor                | 5                |      |
| Ret    | 2   | Trevor Taylor           | Lotus-Climax      | 11        | Převodovka           | 9                |      |
| WD     | 12  | Gary Hocking            | Lotus-Climax      |           | Jezdec byl zabit     |                  |      |
| WD     | 16  | Syd van der Vyver       | Lotus-Climax      |           | Vůz byl poškozen     |                  |      |
| WD     | 17  | Tony Settember          | Emeryson-Climax   |           |                      |                  |      |
| WD     | 19  | Sam Tingle              | Lotus-Climax      |           | Jezdec závodil jinde |                  |      |
| Zdroj: |     |                         |                   |           |                      |                  |      |

## Průběžné pořadí po závodě
Pohár jezdců
|        | Pořadí | Jezdec        | Body    |
| ------ | ------ | ------------- | ------- |
|        | 1      | Graham Hill   | 42 (52) |
|        | 2      | Jim Clark     | 30      |
|        | 3      | Bruce McLaren | 27 (32) |
|        | 4      | John Surtees  | 19      |
|        | 5      | Dan Gurney    | 15      |
| Zdroj: |        |               |         |

Pohár konstruktérů
|        | Pořadí | Konstruktér   | Body    |
| ------ | ------ | ------------- | ------- |
|        | 1      | BRM           | 42 (56) |
|        | 2      | Lotus-Climax  | 36 (38) |
|        | 3      | Cooper-Climax | 29 (37) |
|        | 4      | Lola-Climax   | 19      |
|        | 5      | Porsche       | 18 (19) |
| Zdroj: |        |               |         |